# Gustave Alaux
Pour les articles homonymes, voir Gustave Alaux (architecte) et Alaux.
Gustave Alaux, né le 21 août 1887 à Bordeaux et mort le 27 février 1965 à Paris 18e,, est un peintre et illustrateur français.

## Biographie

### Famille
Gustave, Louis, Michel Alaux  est le fils d’Augustin-Daniel Alaux (1853-1933), peintre, architecte et futur conservateur du musée des beaux-arts de Bordeaux, et de l'artiste peintre bretonne Louise Alexandrine Lucie Cloarec. Il appartient à la  famille des peintres Alaux et Gué. 
Ses grands-parents paternels sont Jean-Paul-Louis-Gustave Alaux, architecte (1816, Bordeaux-1882, Bordeaux) et de Jenny Gué (1832-1909), peintre, cousins germains.
Sa grand-mère, Jenny Gué est fille de Julien-Michel, dit Chéri Gué, (1789-1843), artiste peintre et décorateur du théâtre de la Gaîté, né au Cap (Saint-Domingue le 12 juillet 1789, mort à Paris le 13 décembre 1843 et de Clotilde Françoise Rosine Delon de Corbières,
Gustave Alaux est le cousin de Jean-Paul Alaux, architecte, aquarelliste et écrivain avec lequel il contribua à plusieurs ouvrages.
Le peintre Jean-Pierre Alaux est le fils de son cousin germain François Alaux,,,.

### Carrière
Étudiant en 1907 à l’École des beaux-arts de Paris, il est l’élève de Maurice Baschet (1862-1941) et entre en 1914 dans la classe d’Henri Royer à l’Académie Julian. 
Pendant la Première Guerre mondiale entre 1915 et 1916, il est nommé pour une mission de propagande en Italie, Suisse et aux États-Unis : en collaboration avec le peintre Raoul Tonnelier, il est mandaté par le ministère des Armées et produit une série de 95 estampes lumineuses sous le titre « La légende de France ».
À plusieurs reprises, il expose au Salon des artistes français où il obtient une médaille d’argent en 1920 avec Christophe Colomb arrivant en vue du nouveau Monde, et une médaille d'or en 1927.
Saint-Malo cité corsaire y est exposée en 1930 : grand format d'environ 6,5 m de large sur 2,9 m de haut, cette toile est achetée par le propriétaire de l’hôtel de l’Univers à Saint-Malo. Aujourd’hui, elle est visible à la brasserie des Voyageurs qui jouxte l’hôtel où, cependant, est exposée une huile de Gustave Alaux reproduisant à l’identique cette peinture.
Il rejoint Le Sabord, société savante créée par Charles Fouqueray en mai 1926, qui a pour but général « d’entretenir le souvenir de tout ce qui se rattache à la marine et d’associer ses efforts […] en vue de la conservation intégrale du Musée de la Marine au Louvre, de le protéger. ».
Sa passion pour les faits maritimes et son engouement à les peindre le mènent tout naturellement à demander son intégration dans le corps des peintres du département de la Marine. Sa candidature est acceptée le 2 septembre 1926.
En 1928, il peint deux tableaux, La Bataille de Béveziers et La Bataille de Barfleur pour le salon amiral du croiseur Tourville.
Il est nommé chevalier de la légion d’Honneur (promotion du ministre de la Marine Georges Leygues) en 1928 et est promu officier en 1950. Il effectue par la suite plusieurs travaux pour la Marine nationale.
Dans le même temps, son talent est également récompensé et devient l'un des premiers peintre de l'air aux côtés d'Henri Farré.
Parallèlement à ses activités de peintre, Gustave Alaux débute comme illustrateur. Il devient même directeur artistique aux Éditions du Galion d’or où il publie avec Jean-Paul Alaux, son cousin, Ulysse aux Antilles (1935).
Il peint, sur commande de la mairie de Paris en 1932, un tableau représentant le vaisseau La Ville de Paris (d’après les indications du peintre Pierre Le Conte) que la ville offre au musée de Mount Vernon (USA) .
Il exécute deux grands panneaux décoratifs (2 m x 3 m) pour le palais de l’Empire français à l’Exposition universelle de 1939 à New York : chaque panneau représente l’exportation des produits coloniaux français, l’un autrefois et l’autre dans les années 1930 (achetés par la Compagnie Générale Transatlantique à New York).
Membre actif au Salon de la marine, il en est membre du jury de 1944 à 1949 et est également membre du conseil d’administration de l’Association des amis du musée de la Marine (A.A.M.M.). Par ailleurs, il intègre l’Académie de Marine en 1946.
En 1954, Gustave Alaux est victime d’une attaque qui le laisse cloué dans un fauteuil. Malgré une paralysie partielle, il continue de dessiner parfois de petits croquis, de taper avec un seul doigt de petits textes. Jusqu’en 1964, il envoie des petits contes à des revues comme Le Comité de Documentation Historique de la Marine (région Nice).
Celui qui se surnommait « Gustave à l’eau » ou parfois « Gus To Vater », est décrit comme un homme plein d’esprit, affable[réf. nécessaire]. Paralysé, il meurt le 27 février 1965 à Paris.
Les sujets de ses peintures se rapportent généralement à l'histoire maritime et coloniale. Il fut d'ailleurs rapporteur de l'Académie de marine dans les années 1950.

## Œuvres

### Collections publiques
- Bordeaux : Musée des arts décoratifs et du design  : Portrait de Pierre Jeanvrot (1908) - Portrait d'Henry Jeanvrot (1907)
- Dunkerque, Musée des Beaux-Arts : Jean Bart passe, (1933)
- Neuvic, Mairie : Colonie Heureuse, dépôt Fonds national d'art contemporain
- Riom, musée Mandet : Ascension de la montgolfière Marie Antoinette à Versailles le 23 juin 1784
- Rodez, Musée Denys-Puech : Promenade au bord de la mer, dépôt Fonds national d'art contemporain
- Saint-Malo, Mairie : Le Pourquoi Pas ?, dépôt Fonds national d'art contemporain
- Paris, Rectorat de l'académie de Paris : Le navire venant de France dépôt Fonds national d'art contemporain
- Paris ; Ministère de l'éducation nationale, de la recherche et de la technologie : Un grand mariage dépôt Fonds national d'art contemporain
- Paris, Musée national de la Marine : 
  - Bataille de Béveziers 10 juillet 1690 (1928)
  - Bataille de Barfleur 26 mai 1692 (1928)
  - Alain Gerbault à bord du Firecrest arrivant à Tahiti le 18 mars 1926 (1943)
  - Arrivée de l’escadre de Grasse à Saint-Domingue (1943) I
  - Le Bailli de Suffren débarque à Port-Louis de l’Ile-de-France le 12 novembre 1783 (1945)
  - Arrivée de Bougainville à Tahiti 1768
  - Terres nouvelles
  - La Fin du Soleil Royal

### Illustrations
- Une porte de l'Europe, Nantes, pour le Rotary-Club, par Beuchet et Vanden Brugge, illustrations de Gustave Alaux, Gobô, Géo Ham, Albert Brenet, Félix Lorioux, Jean Picard Le Doux, Jean Bouchaud, Michel Bouchaud, Paul Ordner, Mathurin Méheut et Jean-Adrien Mercier, 1951
- Ravenau de Lussan, Jean-Pierre et Gustave Alaux, Les Flibustiers de la Mer du Sud, Paris, Ed. du Galion d’Or, 1926
- Jean-Paul et Gustave Alaux, Vasco de Gama ou l'épopée des Portugais aux Indes, Paris, Ed. Duchartre, 1931
- Jean-Paul et Gustave Alaux, Ulysse aux Antilles, Paris, Ed. du Galion d’Or, 1935.
- Jean-Paul et Gustave Alaux, La Vénus de Milo et Olivier Voutier, Paris, Ed. du Galion d’Or, 1939.
- Albert t'Serstevens, Gustave Alaux, Appel de l’aventure, Paris, Colbert, 1942.
- René Jouglet, Gustave Alaux, Le capitaine de Hong-Kong, Paris, Editions Colbert, 1944.
- Joseph Baladre, Gustave Alaux, Un épisode du siège de Saint-Malo, Dinard, Rotary Club de Saint-Malo, 1946.
- Jean de La Varende, Gustave Alaux, Surcouf corsaire, Paris, Étienne Marcus, 1946.
- Marcel Cusenier, Gustave Alaux, Guillaume Janneau, La Chambre de Commerce de Paris : ses tapisseries, ses Ports de France , Montrouge, Draeger frères, 1949.
- Jean de La Varende, Gustave Alaux, Tourville, Paris, Étienne Marcus, 1951.
- Louis Adhémar Le Goliff, Alfred t'Stertevens, Gustave Alaux, Cahiers de Louis-Adhémar-Timothée Le Golif dit Borgnefesse, capitaine de la flibuste, Paris, Grasset, 1952.
- Antilles - Compagnie Générale Transatlantique, Paris, Compagnie Générale Transatlantique, 1952.

## Mémoire urbaine
- Une impasse porte son nom dans le quartier de Château-Malo à Saint-Malo.